# 新竹豐邑喜來登大飯店
新竹豐邑喜來登大飯店（英語：Sheraton Hsinchu Hotel）位於臺灣新竹縣竹北市，飯店由豐邑機構投資興建，委託萬豪國際以喜來登酒店品牌經營管理，為萬豪國際在新竹縣的首家據點，共有386間客房，2010年4月3日正式開幕。

## 飯店周邊
- 遠東百貨竹北店
- 新竹縣立體育館
- FUNLIFE豐生活購物中心

## 外部連結
- 新竹豐邑喜來登大飯店 （页面存档备份，存于）